# مصوبه‌های ۱۷۰۷ اتحاد انگلستان و اسکاتلند

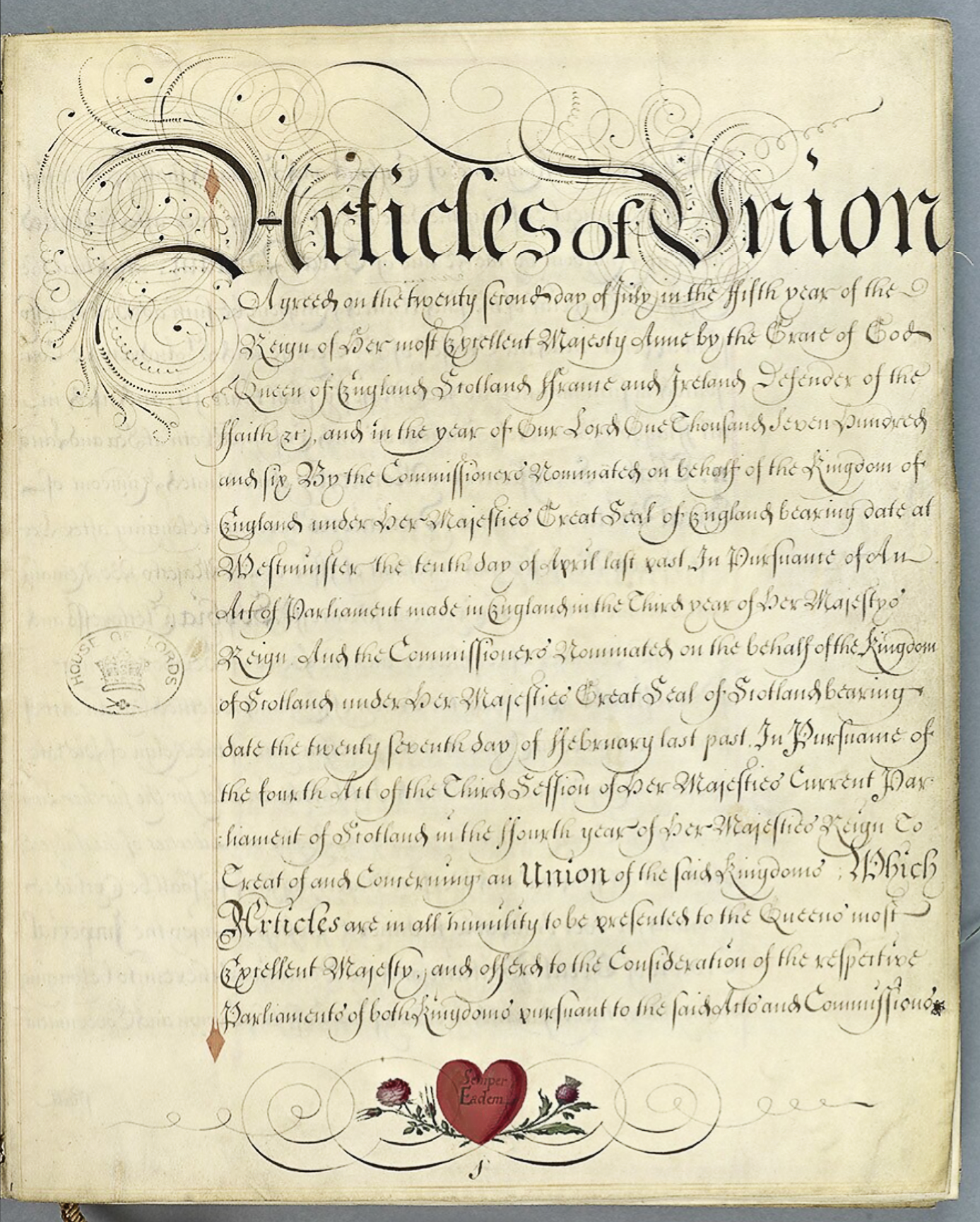
"بندهای پیمان اتحاد با اسکاتلند", ۱۷۰۷

مصوبه‌های ۱۷۰۷ اتحاد انگلستان و اسکاتلند (به انگلیسی: Acts of Union 1707) دو مصوبهٔ پارلمانی بودند: قانون ۱۷۰۶ اتحاد با اسکاتلند مصوب مجلس انگلستان، و قانون ۱۷۰۷ اتحاد با انگلستان توسط مجلس پادشاهی اسکاتلند، که تصویب آن‌ها اعمال مفاد اتحاد با تأیید و تصویب دو پارلمان بود. آن‌ها شرایط پیمان اتحاد انگلستان و اسکاتلند را که در ۲۲ ژوئیه ۱۷۰۶ بر سر آن توافق شده بود، به دنبال مذاکرات بین کمیسیونرهایی به نمایندگی از پارلمان‌های دو کشور صورت گرفت، رسمیت دادند. بر اساس این دو تصویب، پادشاهی انگلستان و پادشاهی اسکاتلند که در آن زمان دولت‌های جداگانه با قانونگذاران جدا از هم، ولی در اتحاد شخصی با یک پادشاه (همان پادشاه) بودند، به گونه‌ای که در انشای پیمان آمده: «متحد در یک کشور پادشاهی به نام بریتانیای کبیر» به صورت رسمی و قانونی یکی شدند.
این دو کشور از زمان اتحاد تاج‌ها در سال ۱۶۰۳ یک پادشاه مشترک داشتند، ولی از زمانی که جیمز ششم اسکاتلند تاج و تخت انگلستان را از پسر عموی از دو سوی خود به ارث برد دو بار حذف شده بود. هرچند که ملکه الیزابت اول، به عنوان یک اتحاد تاج توصیف شده، تا زمانی که ۱۷۰۷ فرا رسید در واقع دو تاج جداگانه بودند که هم‌زمان بر روی سری قرار گرفته بودند (وارونهٔ هدف ضمنی ایجاد یک تاج و تخت و یک پادشاه، همان که بعد در قالب بریتانیا شکل گرفت).

## پیشینهٔ تاریخی

### تلاش‌های قبلی اتحاد
برای چندین سده پیش از اتحاد نهایی انگلستان و اسکاتلند کشورهای جداگانه‌ای بودند، و تلاش‌های انگلیسی‌ها برای دسترسی به اسکاتلند با نیروی نظامی در اوایل سدهٔ سیزدهم و اواخر سدهٔ ۱۴ در نهایت ناموفق بودند: (جنگ استقلال اسکاتلند). اولین تلاش در زمینهٔ اتحاد در پیش‌بینی در نیاز به ایجاد خطوط سلطنتی اسکاتلند و انگلستان احاطه شده‌است. در پی جلوس به تاج و تخت اسکاتلند در دههٔ ۱۵۶۰، ماری یکم اسکاتلند، ملکه سلطنتی اسکاتلند خود را به یک اتحاد صلح‌آمیز بین دو پادشاهی متعهد دید.